# Guerre anglo-turque

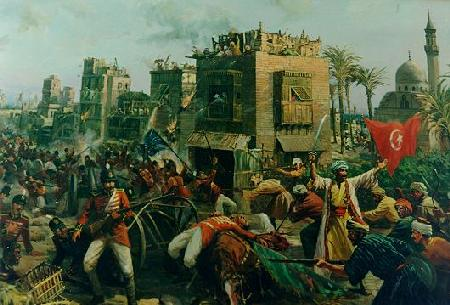
La guerre anglo Turque - 1807-1809

La guerre anglo-turque de 1807-1809 est un épisode des guerres napoléoniennes.
En 1806, lors de la guerre contre la Troisième Coalition, la France réussit à obtenir l'alliance de l'Empire ottoman. La guerre russo-turque de 1806-1812 commença alors. En conséquence, la Grande-Bretagne, alliée de la Russie, attaqua l'Empire ottoman. En février 1807, lors de l'attaque des Dardanelles (1807) (en), une escadre de la Royal Navy franchit les Dardanelles et y détruisit une escadre ottomane de neuf navires. Après une vaine démonstration navale devant Constantinople, elle dut cependant se replier le 1er mars pour éviter d'être prise au piège dans les Détroits, les Ottomans ayant commencé à renforcer les fortifications terrestres des Dardanelles.
Le mois suivant, un corps expéditionnaire britannique occupa Alexandrie ; après un échec des Britanniques devant Rosette, l'expédition d'Alexandrie (1807) (en) s'acheva par l'évacuation de l'Égypte en septembre.
Peu aidé par son allié français, l'Empire ottoman finit par signer le traité des Dardanelles en janvier 1809.